# لیلی لیلی
لیلی لیلی (به چینی: 李丽丽) یک کشتی‌گیر آزادکار اهل کشور چین است.
از افتخارات وی می‌توان به کسب مدال برنز مسابقات قهرمانی کشتی جهان ۲۰۲۳ اشاره کرد.